# Journée nationale du syndrome d'Asperger
La Journée nationale du syndrome d'Asperger est, en France, une journée thématique de sensibilisation au syndrome d'Asperger (SA) et à l'autisme de haut niveau (AHN). Elle est célébrée chaque année, le 18 février, depuis 2014.

## Historique
La France célèbre la Journée mondiale de la sensibilisation à l'autisme depuis le 2 avril 2008. Mais, dès 2010, un collectif d'associations, les 4A (« Alliance des associations pour les personnes Asperger ou autistes de haut niveau »), demande la création d'une journée nationale distincte, dédiée au syndrome d'Asperger (SA) et à l'autisme de haut niveau (AHN),,,,. En mars 2013, Marie-Arlette Carlotti, ministre déléguée aux Personnes handicapées et à la Lutte contre l'exclusion, apporte son soutien à l'initiative. Le 27 janvier 2014, une délégation des 4A est reçue au ministère des Affaires sociales et de la Santé par le cabinet de Marie-Arlette Carlotti qui émet un avis favorable. La première journée est célébrée le 18 février 2014, le 18 février étant l'anniversaire de la naissance de Hans Asperger,,,,. Pour autant, la journée n'est pas une « journée nationale relevant d'une décision ministérielle », ce qui signifie qu'elle n'est pas officielle.